# 4838 Billmclaughlin
4838 Billmclaughlin este un asteroid din centura principală, descoperit pe 2 iulie 1989 de Eleanor Helin.